# Jilin Northeast Tigers
O Jilin Northeast Tigers é um clube profissional de basquetebol chinês sediado em Changchun, Jilin. A equipe disputa a divisão sul da Chinese Basketball Association .

## História
Foi fundado em 1956.

## Notáveis jogadores
Atuais
- Josh Akognon (2015–)

Antigos
- Sun Jun (1994–2005)
- Xue Yuyang (2001–2003)
- David Vanterpool (1997–1999)
- Roderick Gregoire (2000–2006)
- Marcus Session (2004)
- Babacar Camara (2005–2008)
- Leon Rodgers (2008–2010, 2013)
- Dewarick Spencer (2012–2013)
- Denzel Bowles (2013–2015)
- Michel Madanly (2014–2015)
- Peter John Ramos (2015–16)